# Michel-Gaspard Coppenrath
Michel-Gaspard Coppenrath (* 4. Juni 1924 in Papeete, Tahiti, Französisch-Polynesien; † 16. August 2008 ebenda) war Erzbischof von Papeete, Französisch-Polynesien.

## Familie
Michel Coppenraths Vorfahren stammten aus der in Münster beheimateten Familie des Joseph Heinrich Coppenrath, Gründer des Coppenrath Verlages. Sein Großvater Caspar Coppenrath (* 10. Mai 1849 in Münster; † 1906 ebenda während einer Heimreise) hatte sich als Kaufmann auf Tahiti niedergelassen und war dort mit der Engländerin Esther Bambridge verheiratet. Dieser Ehe entstammten zwölf Kinder, die auf Tahiti eine weitverzweigte Nachkommenschaft hinterließen. Sein Vater war Clement Coppenrath (1888–1957) und war mit Martha Servant verheiratet.
Michel Coppenrath ist der ältere Bruder seines unmittelbaren Amtsnachfolgers Erzbischof Hubert Coppenrath. Sein älterer Bruder Gérald Coppenrath (1922–2008) war von 1958 bis 1962 französischer Senator für Tahiti.

## Leben
Michel Coppenrath wuchs auf Tahiti auf und ging später nach Frankreich. Er empfing die Priesterweihe am 29. Juni 1954 in Poitiers. Er studierte neben Theologie und Philosophie Zivilrecht und wurde in Kanonischem Recht promoviert.
1968 wurde er von Papst Paul VI. zum Titularerzbischof von Tigisi in Numidia ernannt und dem amtierenden Erzbischof von Papeete Paul-Laurent-Jean-Louis Mazé als Koadjutorerzbischof an die Seite gestellt. Die Bischofsweihe spendete ihm am 3. Juni 1968 Erzbischof Paul-Laurent-Jean-Louis Mazé SSCC selbst; Mitkonsekratoren waren Pierre-Paul-Émile Martin SM, Erzbischof von Nouméa, und Louis-Bertrand Tirilly SSCC, Bischof von Taiohae, Nuku Hiva. Nach dem Tod von Erzbischof Mazé wurde er 1973 Erzbischof des Erzbistums Papeete.
Seinem altersbedingten Rücktrittsgesuch wurde 1999 durch Johannes Paul II. stattgegeben. Nachfolger wurde sein Bruder Hubert Coppenrath.
Coppenrath engagierte sich in vielfältiger Weise in seiner Heimat und war geschätzter Gesprächspartner aller Politiker und Bevölkerungsgruppen.